# Pappel-Zahnspinner

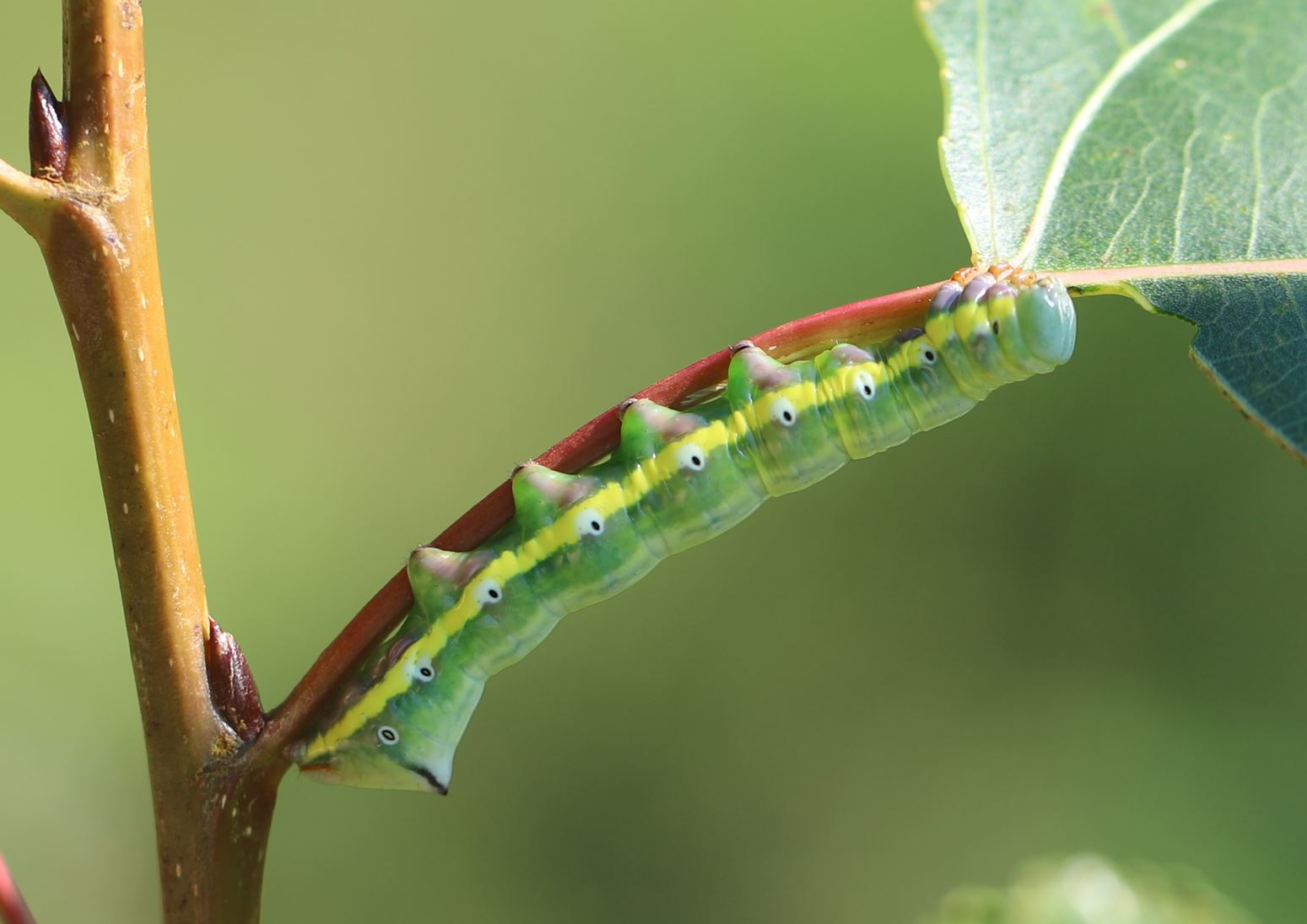
Ausgewachsene Raupe an Schwarz-Pappel, Anfang September

Der Pappel-Zahnspinner oder auch Espen-Porzellanspinner (Pheosia tremula) ist ein Schmetterling (Nachtfalter) aus der Familie der Zahnspinner (Notodontidae).

## Merkmale
Die Falter erreichen eine Flügelspannweite von 46 bis 56 Millimetern. Die Weibchen sind wie so oft bei Schmetterlingen größer als die Männchen. Der Name dieser Art kommt von dem porzellanfarbenen Schimmer der Flügel. Der Porzellanspinner ist dem Birken-Zahnspinner (Pheosia gnoma) sehr ähnlich, doch zeigt dieser einen weißen Keilfleck an der Hinterkante des Vorderflügels.

### Ähnliche Arten
- Birken-Zahnspinner (Pheosia gnoma) (Fabricius, 1776)

## Lebensraum
Man findet die Pappel-Zahnspinner nur dort, wo es auch Pappeln gibt, also in Auwäldern, Parkanlagen, Mischwäldern, Mooren und an fließenden Gewässern, da Pappeln viel Wasser benötigen. Das Verbreitungsgebiet erstreckt sich über ganz Europa und im Norden bis zum Polarkreis. In den Alpen findet man die Tiere bis zu einer Höhe von 1.600 Metern. Durch die Pflanzung von Pappelmonokulturen kommt es in den letzten Jahren häufiger zu Massenvermehrungen dieser Art, die bis jetzt aber noch nie einen großen Schaden angerichtet haben.

## Entwicklung
In günstigen Jahren gibt es zwei Generationen. Die nachtaktiven Falter der ersten Generation findet man von Ende April bis Mitte Juni und die dazugehörenden Raupen von September bis Anfang Oktober. Die Falter der zweiten Generation fliegen von Mitte Juli bis Mitte August und verbringen ihr Raupenleben von Juni bis Juli. Beide Generationen können sich ineinander verschieben. Die Raupen sind glatt und gelb mit einer grünen oder braunen Zeichnung. Zur Verpuppung graben sich die Raupen mittels Schüttelbewegungen in den weichen Boden.

## Nahrung der Raupen
Zu den Futterpflanzen gehören hauptsächlich die verschiedenen Pappelarten, aber auch die Blätter von Weiden und Birken werden verspeist.